# 金城 (清朝)
金城（？—？），滿洲正白旗人，清朝政治人物。

## 生平
乾隆五十四年（1789年），任江蘇松江府知府。
六十年（1795年），調任福建漳州府知府。
嘉慶四年（1799年），調湖北黃州府知府。
十二年，擔任泉州府知府。